# Bubalornis
Bubalornis é um género de ave da família Ploceidae.
Este género contém as seguintes espécies:
- Bubalornis niger A. Smith, 1836
- Bubalornis albirostris (Vieillot, 1817)